# ولسلی وایلد
ولسلی وایلد (انگلیسی: Wellesley Wild؛ زادهٔ ۲۷ آوریل ۱۹۷۲) فیلم‌نامه‌نویس اهل ایالات متحده آمریکا است. وی از سال ۱۹۹۹ میلادی تاکنون مشغول فعالیت بوده‌است.
از فیلم‌ها یا برنامه‌های تلویزیونی که وی در آن نقش داشته‌است می‌توان به تد ۲ و یک میلیون راه برای مردن در غرب اشاره کرد.